# Xalino
Xalino är ett släktnamn som uppkom på 1800-talets slut på Kap Verde. 
Den som bar namnet först var João Xalino som bodde på São Vicente i staden Mindelo , där han var en välkänd musiker och underläkare. João Xalino fick nio barn som samtliga bar efternamnet Xalino och som alla växte upp på Rua de Moeda 35 där man dagligen spelade traditionell coladera och morna.
Släkten Xalino växte upp och bodde i det omtalade huset i Mindelo där de flesta musiker och artister på 1940-1970-talet fick sin musikaliska utbildning. Man bodde och bor även idag på adressen Rua de Moeda 35. Hit kom på denna tid alla Kap Verdes storheter. Några av de som startade sina karriärer här är Cesaria Evora (som då var flickvän till Eduardo de Jon Xalino), Bana (kusin till Xalinosläkten), Luis Morais och Manuel D’Novas.
Några av barnen i Xalinosläkten är de på Kap Verde välkända musikerna och artisterna Eddy Moreno, Djuta Silva, Armando de Jon Xalino och Eduardo de Jon Xalino. Deras barn är i sin tur också artister och några av dem är Val Xalino, Djô d'Eloy och Calu Bana. Familjen Xalino är framförallt känd inom den traditionella akustiska musiken. Många ur Xalinosläkten underhöll Mindelos invånare under större delen av 1950-, 60- och 70-talet. 
Den artist som idag kan anses ha fått det största internationella genombrottet i Xalinosläkten är Val Xalino, son till Armando de Jon Xalino  